# Freak Kitchen
Freak Kitchen ist eine Heavy-Metal-/Hard-Rock-Band aus Göteborg in Schweden, die seit 1992 existiert. Das hohe technische Niveau ihrer Kompositionen lässt aber auch eine Einordnung als Progressive-Metal- oder Progressive-Rock-Band zu.
Eklundh begann seine Karriere 1989 bei der Hard-Rock-Formation Fate. Er hat auch drei Solo-Alben veröffentlicht, Sensually Primitive (1997; unter dem Pseudonym Mr. Libido), Freak Guitar (1999) und Freak Guitar - The Road Less Traveled (2004).
Freak Kitchen hat 2005 ihr sechstes Album Organic fertiggestellt.

## Stil
Die Einflüsse, die den Musikstil von Freak Kitchen prägen, sind vielfältig und gehen weit über traditionellen Heavy Metal hinaus, beispielsweise Jazz oder Popmusik. Die Band bezeichnete sich in Anspielung auf ihr drittes Album selbst als "A corny little heavy-pop-rock-latin-world-jazz-avant-garde-metal-blues-record".
Die Texte drücken zumeist direkte Kritik an der kapitalistischen Gesellschaft, Konformität, Rassismus und der Haltung von großen Plattenfirmen aus.
Frontmann Mattias IA Eklundh ist ein Gitarrist mit großen technischen Fähigkeiten und viel Humor. Das geht so weit, dass es bei Live-Auftritten oft vorkommt, dass er seine Gitarre mit ungewöhnlichen Dingen spielt, beispielsweise einem Vibrator.

## Diskografie

### Alben
- 1994: Appetizer
- 1996: Spanking Hour
- 1998: Freak Kitchen
- 2000: Dead Soul Men
- 2002: Move
- 2005: Organic
- 2009: Land of the Freaks
- 2014: Cooking with Pagans
- 2018: Confusion to the Enemy

### EPs
- 1997: Junk Tooth